# Парагномен
Парагномен (от греч. para — около, вблизи, возле, при и gnome — признак, знак), или симптом Бжезицкого, феномен Бжезицкого, — психиатрический симптом, описанный польскими психиатрами Бжезицким и Биликевичем. Этим термином обозначается болезненный поступок, который является неожиданным, нетипичным для данного больного с присущими ему до заболевания особенностями поведения. Парагномен представляет собой короткий эпизод такого поведения, которое выходит за границы ожидаемого как в оценке окружения, так и самого субъекта действия. Действие больного поражает своей непонятностью, неадекватностью ситуации.
Парагномен характерен для начала шизофренического процесса или же предшествует заболеванию шизофренией, опережая его на несколько недель или месяцев. Во время совершения парагномена другие симптомы шизофрении ещё не устанавливаются. Парагномен может носить преступный характер. Bilikiewicz описал больного, который, находясь высоко на балконе многоэтажного дома, увидел проходящего внизу знакомого и позвал его, а так как тот не услышал, сбросил с балкона своего ребенка, «чтобы привлечь внимание» знакомого. Симптом имеет существенное значение для судебно-психиатрической практики, когда наблюдаются случаи совершения преступления, не мотивируемого бредовыми переживаниями, аффективными сдвигами, не обусловленного жизненной ситуацией.
Некоторые психиатры относят парагномен к расстройствам мышления, поскольку он не связан ни с нарушением сознания, ни с эмоциональным состоянием больного, а является следствием патологии мышления.